# Oeneis polixenes
Oeneis polixenes is een vlinder uit de onderfamilie Satyrinae van de familie Nymphalidae (aurelia's). De wetenschappelijke naam is voor het eerst geldig gepubliceerd in 1775 door Johann Christian Fabricius.
De soort komt voor in Europa.